# Horst Schmidbauer (Fußballspieler)
Horst Schmidbauer (* 27. Juni 1964) ist ein ehemaliger deutscher Fußballspieler. Mit dem TSV 1860 München stieg der Stürmer 1991 in die 2. Bundesliga auf.

## Sportlicher Werdegang
Schmidbauer begann seine Karriere bei der SpVgg Landshut, für die er in der Bayernliga antrat. Mit dem Klub erreichte er in der Spielzeit 1985/86 den ersten Tabellenplatz vor dem Rivalen TSV 1860 München. Da der Vereinspräsident Hans Mieslinger nicht fristgerecht einen Antrag auf eine Lizenz für die 2. Bundesliga gestellt hatte, durfte die Mannschaft dennoch nicht an der Aufstiegsrunde teilnehmen und trat in der Amateurmeisterschaft 1986 an. Dort scheiterte er mit der Mannschaft im Halbfinale am hessischen Vertreter VfR Bürstadt.
Später wechselte Schmidbauer nach München und schloss sich dem SV Türk Gücü München an, für den er ebenfalls in der Bayernliga auflief. 1989 wechselte er zum Ligarivalen TSV 1860 München. Unter Trainer Wilhelm Bierofka war er auf Anhieb Stammspieler und platzierte sich mit acht Toren gleichauf mit Armin Störzenhofecker und Bernhard Meisl hinter Walter Hainer an zweiter Stelle in der vereinsinternen Torschützenliste. Trotz eines Trainerwechsels zu Karsten Wettberg, der zwölf Saisonspiele vor Saisonende Bierofka abgelöst hatte und unter dem es keine Niederlage mehr gab, verpasste der Klub am letzten Spieltag mit einem 3:3-Unentschieden gegen den von Werner Lorant betreuten Konkurrenten 1. FC Schweinfurt 05 den ersten Platz und die damit verbundene Aufstiegsrunde zur 2. Bundesliga. In der mit Spielern wie Guido Erhard, Rainer Berg oder Bernhard Schmid verstärkten Mannschaft bildete er in der folgenden Spielzeit mit Roland Kneißl das Angriffsduo. Mit zehn Saisontoren trug er entscheidend dazu bei, dass der Klub mit sieben Punkten Vorsprung auf Zweitligaabsteiger SpVgg Unterhaching die bayerische Oberliga dominierte. Auch in der anschließenden Aufstiegsrunde blieb der Klub ohne Niederlage und kehrte in den Profifußball zurück.
Schmidbauer erzielte am ersten Spieltag der Zweitligaspielzeit 1991/92 das erste Profitor des Klubs nach dem Wiederaufstieg, als er bei der 1:2-Niederlage beim SC Freiburg zum zwischenzeitlichen Ausgleich traf. Unterbrochen von einer kurzen Verletzungspause in der ersten Saisonhälfte gehörte er auch in der zweiten Liga zu den Stammspielern des Klubs. Insgesamt erzielte er im Saisonverlauf sieben Saisontore und war damit vor der dänischen Neuverpflichtung Frank Pingel vereinsintern bester Torschütze. In der eng umkämpften Abstiegsrunde rutschte der Klub am letzten Spieltag durch eine 0:1-Niederlage bei direkten Konkurrenten VfB Leipzig auf einen Abstiegsplatz und kehrte damit in die Bayernliga zurück. Der Stürmer blieb dem Klub treu und gehörte in der Bayernliga-Spielzeit 1992/93 unter dem neu verpflichteten Trainer Werner Lorant weiterhin zu dem Stammspielern. Wiederum dominierte die Mannschaft die Liga und kehrte nach sechs Spielen ohne Niederlage in der Aufstiegsrunde direkt in die zweite Liga zurück.
Präsident Karl-Heinz Wildmoser machte Schmidbauer nach dem Aufstieg ein Vertragsangebot, das nicht den Vorstellungen des Spielers entsprach. Daher trennten sich trotz des Aufstiegs die Wege und Schmidbauer kehrte zu Türk Gücü München zurück. Mit dem Klub stieg er jedoch am Ende der Spielzeit aus der Bayernliga ab.

## Berufliches
Nach seiner Profikarriere wurde Schmidbauer Lehrer für Sport und Wirtschaft/Recht zunächst am Franz-Marc-Gymnasium Markt Schwaben, danach am Städtischen Theodolinden-Gymnasium in München. 2019 ließ er sich für fünf Jahre beurlauben, um die Welt bereisen zu können.